# Frédéric Le Moal
Pour les articles homonymes, voir Le Moal.
Frédéric Le Moal, né le 15 juillet 1972, est un historien français spécialiste de l'histoire militaire et des relations internationales. Son intérêt se porte notamment sur les Balkans pendant les deux guerres mondiales, sur l'Italie mussolinienne et sur Pie XII. 

## Biographie

### Études
Frédéric Le Moal fait des études d'histoire à l'université de Saint-Étienne puis passe le CAPES d'histoire-géographie pour devenir professeur.
Il prépare un doctorat en histoire des relations internationales à l'université Paris IV - Sorbonne. Sa thèse, rédigée sous la direction de Georges-Henri Soutou et soutenue en 2004, a pour titre Les relations entre la France et l'Italie dans les Balkans pendant la Première Guerre mondiale, 1914-1919 : deux alliés face au problème yougoslave,,.

### Carrière
En 2006, Frédéric Le Moal devient chercheur[précision nécessaire] à l'UMR Identités, relations internationales et civilisations de l'Europe (IRICE) à l'université Paris-Sorbonne,.
En 2014, alors professeur au lycée militaire de Saint-Cyr, il « entretient », selon Benoît Hopquin, journaliste au quotidien Le Monde, « l’intérêt et même l’empathie pour les Serbes qui ont longtemps prévalu dans l’armée française ». En 2018, il enseigne à l'Institut catholique de Paris et à l'Institut Albert le Grand (Les Ponts de Cé/Angers).
Il a également été professeur au collège d'enseignement supérieur de l'armée de terre (CESAT).

### Accueil critique des livres de l'auteur

#### La France et l'Italie dans les Balkans, 1914-1919
Spécialiste des relations franco-italiennes dans les Balkans pendant la Première Guerre mondiale, Frédéric Le Moal publie, en 2006, aux Éditions L'Harmattan, sa thèse de doctorat sous le titre La France et l'Italie dans les Balkans, 1914-1919 : le contentieux adriatique. Elle lui vaut, en novembre 2007, le prix « Mémorial du Front d'Orient »,. 
S'appuyant sur des sources diplomatiques et militaires tant françaises qu'italiennes, Frédéric Le Moal brosse un tableau complet, le premier en son genre, des rapports franco-italiens depuis le début de la Première Guerre mondiale jusqu'à la conférence de la paix de Paris en 1919.
Dans un compte rendu mis en ligne sur le site lelitteraire.com en 2012, Camille Aranyossy, après avoir prévenu que Frédéric Le Moal a rejoint l’équipe du littéraire, fait grand cas du « talent de chercheur et de conteur déployé par l'auteur pour rendre intelligible et claire une situation complexe à ce point, en évolution perpétuelle de surcroît ».

#### La Serbie, du martyre à la victoire (1914-1918)
En 2008, il publie, aux éditions 14-18, La Serbie, du martyre à la victoire (1914-1918). Pour le professeur Martin Motte, écrivant dans Revue historique des armées, ce deuxième livre confirme « les talents de spécialiste des relations internationales » de l'auteur, mais révèle aussi celui-ci comme « un remarquable historien des représentations identitaires et des rapports civils/militaires ». Il ajoute : « C’est bien à une histoire totale qu’on a ici affaire ». Motte note également que l'auteur est partagé entre d'une part son admiration pour la résurrection nationale du peuple serbe à l'issue du premier conflit mondial et d'autre part sa réticence à l'égard des conséquences désastreuses de l'hybris de la Serbie dans les années 1990.

#### Histoire du fascisme
L'année 2018 voit la parution chez Perrin du livre Histoire du fascisme, qui n'apporte pas de nouvelles connaissances sur le phénomène mussolinien mais donne de celui-ci une nouvelle interprétation : la Révolution française, dans sa composante jacobine, serait « la matrice du fascisme »,,, même si ce dernier rejette l'individualisme égalitaire et la défense des droits de l'homme de l'héritage révolutionnaire français.
L'historien Ralph Schor observe que cette thèse « semble contredite par bien d’autres aspects du régime comme l’exaltation des traditions et de la Rome antique, la défense de l’ordre moral, de la société patriarcale, du monde rural et de ses valeurs, le maintien du pouvoir représenté par le capital, les mesures prises pour supprimer la lutte des classes, la relative liberté laissée aux intellectuels et aux artistes », ce qui conduit selon lui Frédéric Le Moal à « quasiment nier la complexité du mouvement qu’il étudie et par minorer ou oublier les emprunts faits par le fascisme aux droites ».
De son côté, le sociologue Jean-Louis Schlegel trouve « passionnante » la façon dont l'ouvrage rend compte de « la naissance et l’histoire du fascisme, avec ses tournants successifs, le rôle propre de Mussolini et du groupe dirigeant fasciste, ses initiatives politiques à l’extérieur et à l’intérieur ».

#### Pie XII, un pape pour la France: enquête sur le conclave de 1939
Dans ce livre paru en 2019 aux éditions du Cerf, Frédéric Le Moal prend le contrepied de l'historiographie présentant le pape Pie XII comme complaisant vis-à-vis d'Hitler et de l'Allemagne. Il dépeint le futur pape, le nonce Eugenio Pacelli, sous les traits du candidat de la diplomatie française opposé à l'Italie fasciste et à l'Allemagne nazie. Selon le journaliste et écrivain Jean Sévillia, « Le Moal prouve [...] que cette inclination du Quai d’Orsay ne résultait pas d’une intuition subite, mais d’une connivence attestée dès l’entrée en fonction d’Eugenio Pacelli à la secrétairerie d'État en 1930 et l’arrivée d'Hitler au pouvoir en 1933. »,.
Cependant, selon le journaliste de La Croix David Roure, la joie des Français retomba assez vite en raison de l’attitude, jugée insuffisamment offensive, du nouveau pape face aux totalitarismes naissants. La passivité reprochée à Pie XII est en fait, selon Le Moal, « une vertu cardinale, celle de la prudence présentée par saint Augustin comme « l’amour faisant un choix judicieux » et par saint Thomas d'Aquin comme « la droite règle de l’action » ». En homme prudent, Pie XII se préoccupait de l'avenir et des conséquences de ses actions. Pour David Roure, « ces considérations paraîtront un peu courtes à plus d'un lecteur ».

## Publications

### Ouvrages
- La France et l'Italie dans les Balkans, 1914-1919 : le contentieux adriatique (préf. Georges-Henri Soutou), L'Harmattan, 2006, 408 p.[20]
- La Serbie, du martyre à la victoire (1914-1918) (préf. Frédéric Guelton), 14-18 éditions, 2008, 253 p.[9],[20]
- Juin 1940, la guerre des Alpes. Enjeux et stratégies, Economica, 2010, 488 p., en collaboration avec Max Schiavon[21],[22],
- Le Front yougoslave pendant la Seconde Guerre mondiale : de la guerre de l'Axe à la guerre froide, 1939-1945, Éditions Soteca, 2012, 272 p.
- Victor-Emmanuel III d'Italie : un roi face à Mussolini, Éditions Perrin, 2014, 556 p.[23],[24]. Traduit en italien par Pasquale Faccia : Vittorio Emanuele III.
- Les divisions du pape : le Vatican face aux dictatures, 1917-1989, Éditions Perrin, 2015, 350 p.[25]
- Histoire du fascisme, Éditions Perrin, 2018, 464 p.[16]
- Pie XII, un pape pour la France : enquête sur le conclave de 1939, Éditions du Cerf, 2019, 416 p.[26]
- Les hommes de Mussolini, Éditions Perrin, 2022, 368 p. (ISBN 978-2-262-07976-5)[27]
- Pie XII : Le pape face au mal, Éditions Perrin, 2024, 432 p. (ISBN 978-2-262-09752-3).

### Articles de revues
- « Diplomates et diplomatie en France entre 1900 et 1914. Étude des mémoires de diplomates français », Revue d'histoire diplomatique, 114, 2000/4, p. 289-330
- « La création d'une légion monténégrine. Les enjeux politiques et militaires 1916-1918 », Guerres mondiales et conflits contemporains, no 213,‎ janvier 2004, p. 63-76
- « L'année 1915 dans les relations franco-italiennes : l'année de la rupture ?  », Guerres mondiales et conflits contemporains, no 220,‎ avril 2005, p. 5-22
- « Ports et îles de la mer Adriatique pendant la Première Guerre Mondiale : enjeux et rivalités politico-militaires », Cahiers de la Méditerranée, 70, 2005, p. 101-109
- « Le palais Farnèse pendant la crise franco-italienne de 1919 : nouvelles pistes de recherche », Mélanges de l'École française de Rome, Italie et Méditerranée, 2006, 118-1, p. 189-198
- « La mission de renseignement du général Humbert dans les régions adriatiques en mai-juin 1919 », Revue historique des armées, 246, 15 mai 2007, p. 92-99
- « L’Adriatique, les enjeux d’un front secondaire », Cahiers de la Méditerranée, 81, 2010, p. 63-73
- « Raffaele Guariglia à Paris (1938-1940) : reflet de l'impossible rapprochement franco-italien ? », Transversalités, no 119,‎ mars 2011, p. 157-175
- « 1915 : l’enlisement de la guerre et la paix impossible », rubrique BONUS de Revue diocésaine EGMIL, septembre 2015
- « Le plébiscite de Klagenfurt : des militaires français hostiles aux Yougoslaves ? », Guerres mondiales et conflits contemporains, no 261,‎ janvier 2016, p. 139-150
- « La chute des monarchies après la Seconde Guerre mondiale », Revue Défense Nationale, no 806,‎ janvier 2018, p. 44-48
- « L’Europe orientale, de Gdansk au Pirée », Stratégique, 2018/3, N° 120, p. 103-107
- « France et Italie au bord de la guerre ? (1887-1888) ». Analyse d’une menace, Stratégique, 2019/1-2, N° 121-122, p. 361-379

### Ouvrages collectifs
- « L'Europe selon Cavour, l'anti-romantisme ? », in Gérard Raulet (dir.), Les romantismes politiques en Europe, Éditions de la maison des sciences de l'homme, 2009, 626 p.
- « Introduction », in Monarques et monarchie pendant la Grande Guerre, Guerres mondiales et conflits contemporains, 2016, No 264, 168 p., p. 3-6
- Chap. 17, « Avec le fascisme contre le communisme ? », in Jean Sévillia (dir.), L'Église en procès. La réponse des historiens, Taillandier / Le Figaro, 2019, 368 p.
- « Le projet yougoslave des guerres balkaniques à la victoire de 1918 », in Arta Seiti (dir.), Des guerres balkaniques à la Grande Guerre : un regard stratégique, Les Cahiers de la Revue Défense Nationale, p. 39-47

### Romans historiques
- L'Appel du roi : Et si la France avait été une monarchie en 1939…, Éditions de Paris, 2024, 326 p. (ISBN 9782851623072).

## Prix
- Prix de la société savante Mémorial du Front d'Orient 1915-1918[10] en 2007 pour La France et l'Italie dans les Balkans, 1914-1919 : le contentieux adriatique[9].
- Prix Ernest-Lémonon de l'Académie des sciences morales et politiques en 2018 pour Histoire du fascisme[28].